# La Chapelle-d'Aligné
La Chapelle-d'Aligné is een gemeente in het Franse departement Sarthe (regio Pays de la Loire). De plaats maakt deel uit van het arrondissement La Flèche. La Chapelle-d'Aligné telde op 1 januari 2022 1.725 inwoners.

## Geografie
De oppervlakte van La Chapelle-d'Aligné bedroeg op 1 januari 2022 33,04 vierkante kilometer; de bevolkingsdichtheid was toen 52,2 inwoners per km².

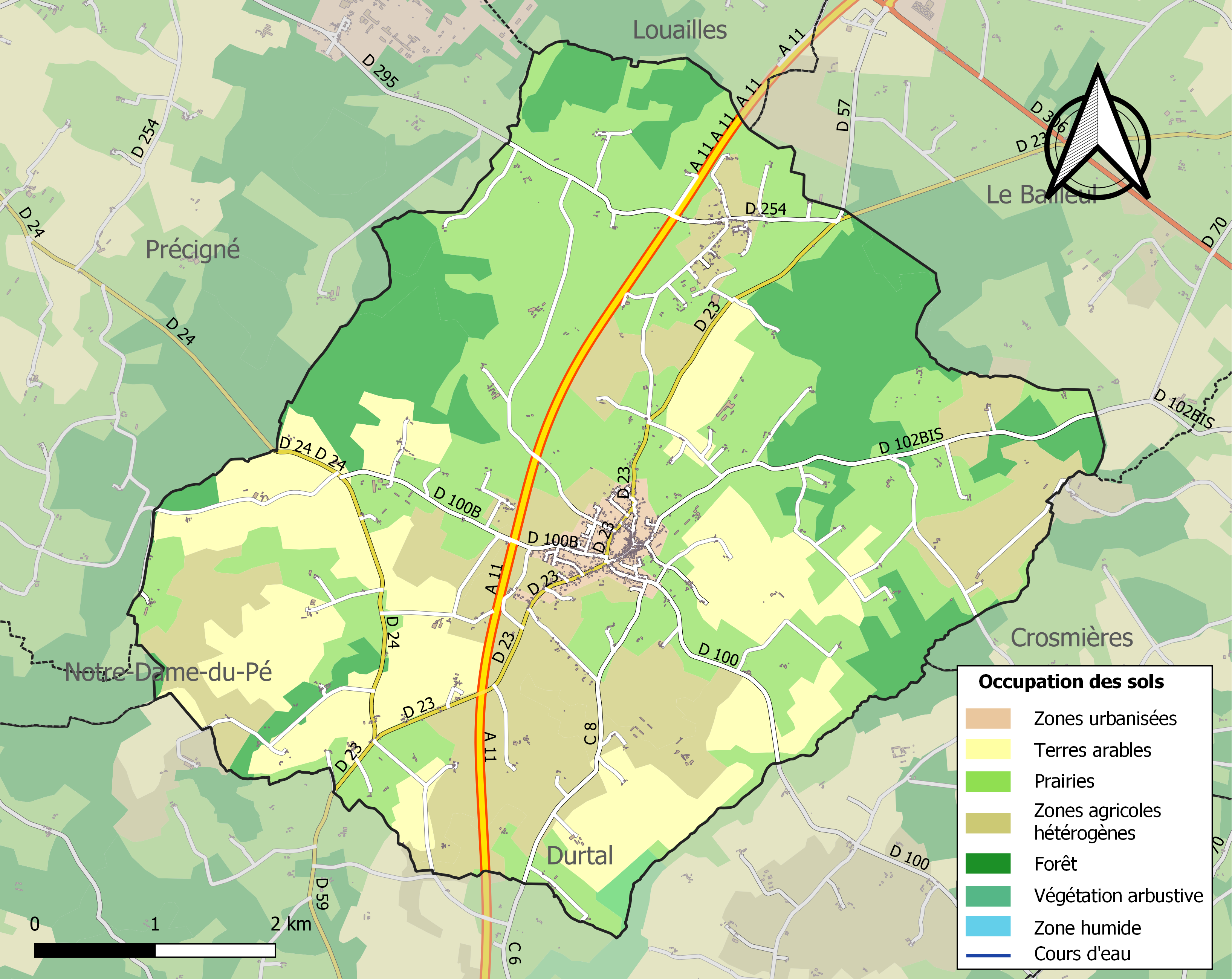
Kaart van de gemeente met de belangrijkste infrastructuur, bodemgebruik en omliggende gemeenten

## Demografie
Onderstaande figuur toont het verloop van het inwonertal (bron: INSEE-tellingen).